# Niki Dolp

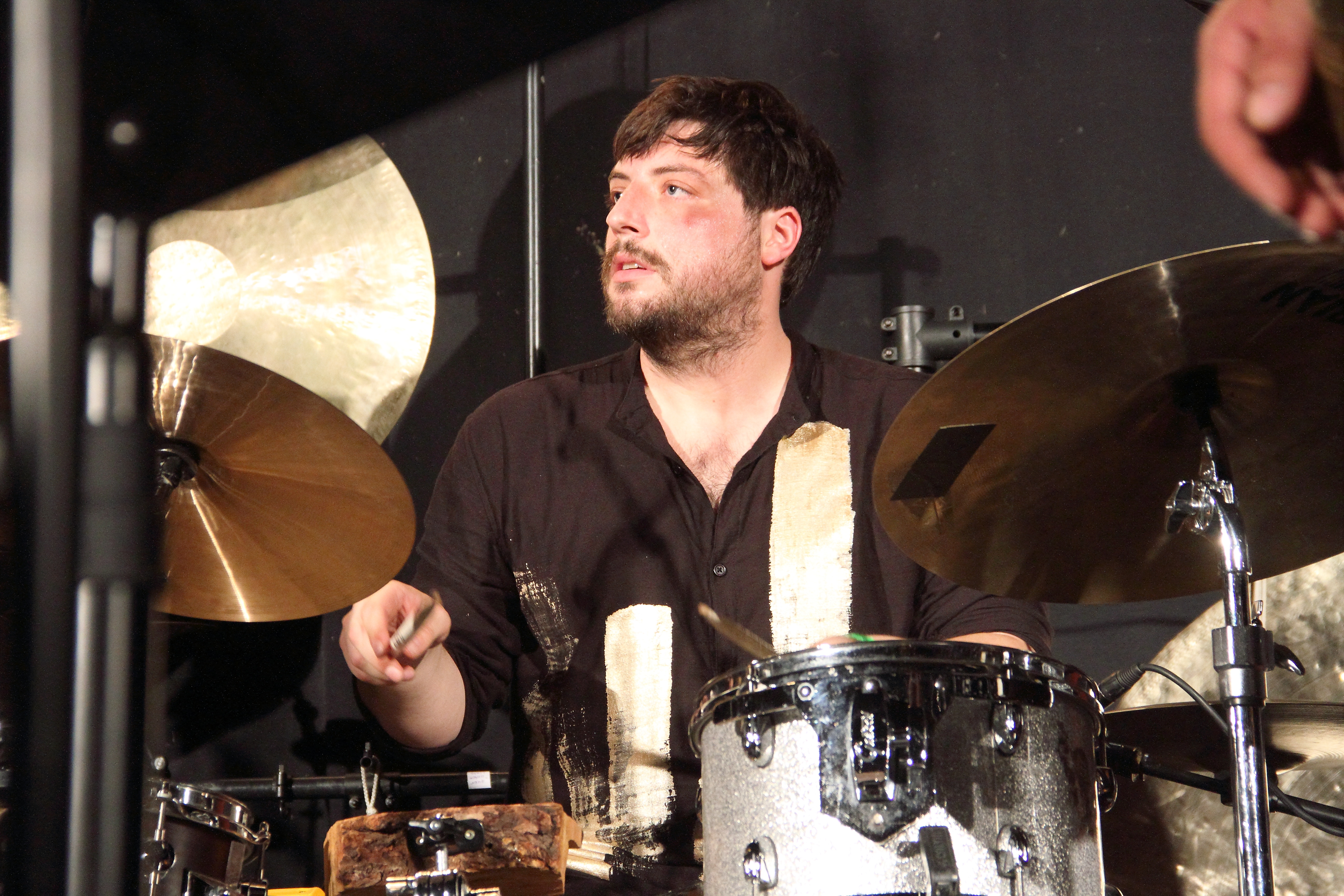
Niki Dolp bei den Inntöne Jazzfestival 2017

Nikolaus „Niki“ Dolp (* 1985 in Rum bei Innsbruck) ist ein österreichischer Jazzmusiker (Schlagzeug, Komposition).

## Leben und Wirken
Nikolaus Dolp begann mit 7 Jahren Schlagzeug zu spielen. Seine akademische Musikausbildung begann 2005 nach dem Abbruch seines Politik- und Musikwissenschaftenstudiums am Tiroler Landeskonservatorium. Ab 2006 setzte er sein Musikstudium an der Anton Bruckner Privatuniversität bei u.a Jeff Boudreaux, Doug Hammond, Harry Sokal und Christoph Cech, sowie an der Hochschule für Musik und Tanz „Felix Mendelssohn Bartholdy“ Leipzig bei u.a Heinrich Köbberling, Johannes Enders und Richie Beirach fort. 2010 nahm er sein Studium an der Bruckner Privatuniversität Linz wieder auf und schloss dieses 2011 mit Auszeichnung ab. Im Jahr 2015 folgte der Abschluss eines Kulturmanagement Studiums an der Universität für Musik und darstellende Kunst Wien. Weiters erhielt er Privatunterricht von Alphonse Mouzon, Charlie Persip und Billy Cobham, für den er auch als Drumroadie und Stagemanager arbeitete.
Nach seinem Studium rief er die Projekte Arktis/Air (mit u.a Bernhard Hoechtel, Robert Pockfuß und Philipp Harnisch) und Memplex (mit Mario Rom, Werner Zangerle, David Six und Walter Singer) ins Leben und erlangte seit 2016 besondere Aufmerksamkeit als Schlagzeuger der Band Shake Stew, mit der er 2021 mit dem Deutschen Jazzpreis als „Band des Jahres international“ und 2023 mit dem Amadeus Austrian Music Award in der Kategorie Jazz/World/Blues ausgezeichnet wurde.
Dolp war außerdem Teil der über 50 Jahren bestehenden Reform Art Unit.
Dolp ist auf über 20 Tonträgern zu hören und es kam zur Zusammenarbeit mit Shabaka Hutchings, Christian Muthspiel, Jamie Saft, Les McCann, Martin Philadelphy, Tobias Hofmann, Mira Lu Kovacs, Moppa Elliott, Ron Stabinsky, Clemens Salesny, Wolfgang Mitterer, Maja Osojnik, Fritz Novotny, Fabian Rucker, Lukas Ligeti, Andi Haberl, Willi Landl, Christian Reiner, Martin Eberle, Wolfgang Reisinger, Woody Schabata, Raphael Preuschl, John Arman, Judith Ferstl, Paul Fields, Rudi Wilfer u. a.
Konzertreisen führten Dolp neben Tournee durch Europa auch nach Tunesien, Marokko, Kanada, USA, Mexiko und Japan. Er gastierte u.a bei Montreal Jazz Festival, Northsea Jazz Festival, Museum of Contemporary Art Hiroshima, Deutsches Jazzfestival Frankfurt, Jazzfest Bonn, Wiener Konzerthaus, Wiener Musikverein, Amphitheater von El Djem und der Elbphilharmonie sowie Elbjazz in Hamburg.
Dolp arbeitet und lebt in Wien.

## Preise und Auszeichnungen
Bawag PSK Next Generation Award (mit GNIGLER, 2015), Preis der deutschen Schallplattenkritik Quartalsbestenliste (mit Shake Stew 2020), Deutscher Jazzpreis Kategorie Band International (mit Shake Stew, 2021), Amadeus Austrian Music Award Kategorie Jazz/World/Blues (mit Shake Stew, 2023)

## Diskografie (Auswahl)

### Mit Memplex
- Souvenir (Listen Closely, 2012)
- Lawn of Love (Listen Closely, 2017)
- Villains (Listen Closely, 2022)

### Mit Martin Philadelphy
- Retrograde (Delphy Records, 2016)
- Retrograde II (Delphy Records, 2021)

### Mit Anderen
- Arktis/Air – En-Trance (Wireglobe/Zach, 2013)
- Krbavac/Salesny/Dolp – Die Liebe wird siegen (Jazzwerkstatt Records, 2023)
- Gnigler – Straight on, downstairs, 2nd door left (col legno, 2018)
- Reform Art Unit, Masters of Unorthodox music – Something about Vienna (rau 2014)[7]
- Shake Stew – Lila (Traumton; 2023)